# Cecidomyia philippinensis
Cecidomyia philippinensis är en tvåvingeart som först beskrevs av Ephraim Porter Felt 1919.  Cecidomyia philippinensis ingår i släktet Cecidomyia och familjen gallmyggor.
Artens utbredningsområde är Filippinerna. Inga underarter finns listade i Catalogue of Life.